# Grasso al calcio
Il grasso al calcio è un grasso lubrificante multifunzionale di colore giallo aranciato a base di calcio, insolubile in acqua e poco resistente al calore e alle alte velocità di scorrimento relativo. Spesso viene additivato con altre sostanze per specializzarlo e adattarlo a compiti particolari oppure per rafforzarne le proprietà.
È forse il grasso più diffuso e conosciuto, grazie anche alla sua economicità. Nonostante il punto di goccia si collochi attorno ai 160 °C, è inadatto a temperature superiori ai 120 °C perché l'olio e le sostanze saponose di cui è composto tendono a separarsi facilmente con il calore. Esistono formulazioni più complesse che alzano la resistenza al calore e rafforzano la resistenza alle alte pressioni. In questi prodotti il punto di goccia supera i 460 °C.
Pur potendo raggiungere, se ben formulato, caratteristiche paragonabili a quelle del grasso al litio, non è mai riuscito a rimpiazzarlo in quanto troppo instabile meccanicamente.